# Cordilheira Bernina-Scalino
A Cordilheira Bernina-Scalino  é um maciço montanhoso pertencente aos Alpes Réticos e que se encontram  na Lombardia do lado italiano e na cantão dos Grisões no lado suíço.
O nome deriva das duas montanhas mais próximas : o Piz Bernina e o Piz Scalino que constituem a parte ocidental dos Alpes de Bernina.

## Classificação  SOIUSA
Segundo a SOIUSA este acidente geográfico é uma Sub-secção alpina com as seguintes características:
- Parte = Alpes Orientais
- Grande sector alpino = Alpes Orientais-Centro
- Secção alpina = Alpes Réticos ocidentais
- Sub-secção alpina =  Alpes de Bernina
- Super-grupo alpino =  Cordilheira Bernina-Scalino